# パラマス
パラマス（英語：Paramus）は、アメリカ合衆国ニュージャージー州のバーゲン郡にある町（ボロ）。人口は2万6342人（2020年）。マンハッタンの北西25キロメートルに位置している。

## ショッピングの町
パラマスには5つのショッピングセンターとモールがあり、ニューヨーク・シティー近郊ではショッピングの町として認知されている。ニュージャージー州では衣服に消費税がかからないため、パラマスの北部に位置するニューヨーク州ロックランド郡やハドソン川対岸のニューヨーク・シティーからも多くの買い物客が押し寄せる。
ルート4沿いには通称バーゲン・モールとモール・アット・IVと呼ばれる2つのモールがある。ルート17沿いにはパラマス・パークとファッション・センターが隣接して建っている。そして、ルート4とルート17の交差する場所には州最大で全米でも17位の規模を誇る有名なウェストフィールド・ガーデン・ステート・プラザがある。ガーデン・ステート・プラザの周辺には様々な商店が林立している。中でも北側にあるIKEAは、世界で3番目に大きい面積を誇る。

## ブルー・ロー
パラマスが位置するバーゲン郡には、アメリカ合衆国で唯一、今も日曜日を礼拝と安息の日と定めるブルー・ロー（Blue Law）という法律があり、日曜日には食料品と最低限の生活必需品しか売ることができない。その上パラマスでは、商店だけでなくホワイトカラーの事務所を開くことも禁止されている。つまり日曜日にはパラマスの店はスーパー以外すべて閉まっていると考えてよい。（スーパーでも電化製品や衣服などが陳列されている通路は閉鎖されている。）
再三にわたってブルー・ロー廃止案が出ているが、住民投票で却下されてしまう。これはユダヤ教徒やイスラム教徒の反対など宗教的な理由も多少はあるが、大部分の住民は平日は通勤、土曜日は買い物客によって起こる大渋滞に辟易しており、日曜ぐらいはゆったり過ごしたいという願望を持っているためである。